# California Molefe
California Molefe (né le 12 mars 1980) est un athlète botswanais spécialiste du 400 m.

## Carrière
En 1999, California Molefe remporte la médaille de bronze du 400 m lors des Championnats d'Afrique juniors. Éliminé dès les séries des Jeux olympiques de 2004 à Athènes, il se classe huitième de la finale du relais 4 × 400 m avec ses coéquipiers du Botswana. Il établit l'année suivante la meilleure performance de sa carrière sur un tour de piste en courant 45 s 34 durant les séries des Mondiaux d'Helsinki. Le 12 mars 2006, Molefe remporte la médaille d'argent du 400 m des Championnats du monde en salle de Moscou en 45 s 74, derrière le Grenadin Alleyne Francique, devenant le premier athlète botswanais à monter sur un podium d'une compétition mondiale majeure. En 2007, il s'impose lors des Jeux panafricains d'Alger.

## Palmarès
| Date | Compétition                    | Lieu      | Résultat | Épreuve   | Performance   |
| ---- | ------------------------------ | --------- | -------- | --------- | ------------- |
| 2003 | Jeux africains                 | Abuja     | 1er      | 4 × 400 m | 3 min 02 s 24 |
| 2004 | Jeux olympiques                | Athènes   | 8e       | 4 × 400 m |               |
| 2006 | Championnats du monde en salle | Moscou    | 2e       | 400 m     | 45 s 74       |
| 2006 | Jeux du Commonwealth           | Melbourne | 6e       | 400 m     | 45 s 78       |
| 2007 | Jeux panafricains              | Alger     | 1er      | 400 m     | 45 s 59       |